# Phare de Ilhéu de Cima
Le phare de Ilhéu de Cima  est un phare situé sur la petite île nommé Ilhéu de Cima au nord-est de l'île de Brava, l'une des îles du groupe des Sotavento, au Cap-Vert.
Ce phare géré par la Direction de la Marine et des Ports (Direcção Geral de Marinha e Portos ou DGMP).

## Description
C'est une petite tour carrée blanche de 4 m de hauteur, avec une lanterne blanche. La maison de gardien est construite à côté.
Il émet, à une hauteur focale de 80 m, trois éclats blancs par période de 12 secondes. Sa portée nominale est de 9 milles nautiques (environ 17 km).
Identifiant : ARLHS : CAP-... ; PT-2190 - Amirauté : D2904 - NGA : 113-24260.
|              |
| Île de Brava |

### Lien connexe
- Liste des phares au Cap-Vert